# Canoagem nos Jogos Pan-Americanos de 2015 - C-2 slalom masculino
A competição do C-2 slalom masculino foi um dos eventos da canoagem nos Jogos Pan-Americanos de 2015. Foi disputada na Minden Wild Water Preserve, em Minden, nos dias 18 e 19 de julho.

## Calendário
Horário local (UTC-4).
| Data        | Horário | Fase      |
| ----------- | ------- | --------- |
| 18 de julho | 14:37   | Baterias  |
| 19 de julho | 15:09   | Semifinal |
| 19 de julho | 18:05   | Final     |

## Medalhistas
| Ouro   | USA Devin McEwan e Casey Eichfeld      |
| Prata  | BRA Charles Correa e Anderson Oliveira |
| Bronze | ARG Lucas Rossi e Sebastián Rossi      |

## Resultados

### Baterias
| Colocação | Canoísta                         | Nacionalidade      | Bateria 1 | Bateria 1 | Bateria 1 | Bateria 2 | Bateria 2 | Bateria 2 | Melhor tempo | Notas |
| Colocação | Canoísta                         | Nacionalidade      | Tempo     | Pen.      | Total     | Tempo     | Pen.      | Total     | Melhor tempo | Notas |
| --------- | -------------------------------- | ------------------ | --------- | --------- | --------- | --------- | --------- | --------- | ------------ | ----- |
| 1         | Charles Correa Anderson Oliveira | BRA Brasil         | 97.57     | 0         | 97.57     | 999.99    |           | DNS       | 97.57        | Q     |
| 2         | Devin McEwan Casey Eichfeld      | USA Estados Unidos | 99.21     | 4         | 103.21    | 98.10     | 4         | 102.10    | 102.10       | Q     |
| 3         | Ben Hayward Cameron Smedley      | CAN Canadá         | 101.23    | 4         | 105.23    | 999.99    |           | DNS       | 105.23       | Q     |
| 4         | Lucas Rossi Sebastián Rossi      | ARG Argentina      | 107.82    | 4         | 111.82    | 999.99    |           | DNS       | 111.82       | Q     |
| 5         | Alexis Perez Jose Silva          | VEN Venezuela      | 118.89    | 14        | 132.89    | 115.14    | 10        | 125.14    | 125.14       | Q     |
| 6         | Breiner Matiz Andrés Pérez       | COL Colômbia       | 134.17    | 112       | 246.17    | 140.60    | 166       | 306.60    | 246.17       |       |

### Semifinal
| Colocação | Canoísta                         | Nacionalidade      | Tempo  | Pen. | Total  | Notas |
| --------- | -------------------------------- | ------------------ | ------ | ---- | ------ | ----- |
| 1         | Devin McEwan Casey Eichfeld      | USA Estados Unidos | 110.05 | 10   | 120.05 | Q     |
| 2         | Lucas Rossi Sebastián Rossi      | ARG Argentina      | 123.70 | 8    | 131.70 | Q     |
| 3         | Alexis Perez Jose Silva          | VEN Venezuela      | 145.40 | 10   | 155.40 | Q     |
| 4         | Charles Correa Anderson Oliveira | BRA Brasil         | 107.22 | 50   | 157.22 | Q     |
| 5         | Ben Hayward Cameron Smedley      | CAN Canadá         | 114.00 | 58   | 172.00 |       |

### Final
| Colocação         | Canoísta                         | Nacionalidade      | Tempo  | Pen. | Total  | Notas |
| ----------------- | -------------------------------- | ------------------ | ------ | ---- | ------ | ----- |
| Medalha de ouro   | Devin McEwan Casey Eichfeld      | USA Estados Unidos | 104.95 | 2    | 106.95 |       |
| Medalha de prata  | Charles Correa Anderson Oliveira | BRA Brasil         | 103.73 | 6    | 109.73 |       |
| Medalha de bronze | Lucas Rossi Sebastián Rossi      | ARG Argentina      | 120.81 | 4    | 124.81 |       |
| 4                 | Alexis Perez Jose Silva          | VEN Venezuela      | 129.26 | 54   | 183.26 |       |